# 大衆
大衆（たいしゅう、英語: the general public, the masses, the people, popular(ization)）とは、社会を占める「大多数の・大勢を占める」とされる人々、またはそれに属する個人を指す言葉である。
類義語には主に政治用語として使用する民衆（みんしゅう）、危機管理の対象としては群衆（ぐんしゅう）などがある。
それぞれ傾向が異なる個々の集合に着目した場合は不特定多数（ふとくていたすう）と称される。
また国家という単位に於いては、国民も同語に類される。
政治学、社会学などの社会科学分野においては大衆は匿名性を帯びた無責任な集団としての意味合いを持ち、顕名性をもつ市民との対比で用いられる。
仏教用語における大衆とは、仏法によって調和のとれた人々の集まりの意。

## 概要
多くの場合では、単なる「社会の大多数を占める大勢の人々」といった程度の意味で用いられる。三省堂のWeb Dictionaryによれば、大衆はもと仏教用語「だいしゅ」から来ており、仏教に帰依した多くの僧をいった。天台宗では役職につかない修行僧を「大衆（だいしゅ）」と呼ぶようになってから、天台座主（ざす）ら高僧に支配された僧の意味合いが生じ、現在の大衆の語源となった、とある。近代都市の発達にともない、同じような生活スタイルを持つ新中間層と呼ばれた都市給与生活者が増えた大正時代からよく使われるようになった。
大衆に属すると考えられる人々は、しばしば没個性的で、同種の他人と混同されやすい存在であるとみなされる。全体として「突出した能力」や「傑出した容姿」または「類稀なる才能」場合によっては「不快極まりない悪癖」や「言語道断なる害意」を持ち合わせていない存在などとされる。
何等かの存在を際立たせるための対義語として使用され（英雄・指導者・エリートに対する大衆、など）己の優位性を喧伝するために、他を貶める意図で用いられるケースが見られ、しばしばネガティブな意味を持つ語と認識される場合がある。
大衆と良く似た語法に庶民があるが、「庶民」は社会的な特権をもたない諸々の人、一般市民の意（三省堂大辞林）であり、大衆とは標記するものがことなる。たとえば古代ローマにおける護民官（tribunus plebis）に見られるplebis（プレブス:平民）が社会階層としての庶民である。また庶民が登録された市民を意味する場合には顕名性があり、その代表たる者が存在しえるが、大衆にはその意を代弁する者が登場することはあっても大衆の代表者は存在し得ない。ただし「民」の字の由来は一説には目を潰された奴隷である。

### 主役としての大衆
社会の変革において、大衆は常にその圧倒的な数をもって主役となる。古代中国では陳勝・呉広の乱が史上初の大衆反乱として登場した。日本では中世より強訴など群衆の力をもとにした政治活動が見られる。西欧ではジャックリーの乱、ワット・タイラーの乱などの主役となったが、民衆反乱には主導者がおり、彼らの処刑により鎮圧されることが常であった。近代以降はフランス革命より以降、大衆による意思形成（人民集会）が重視される思想（民主主義）が進展した。
現代社会では、文化や芸術面において、商業芸術や大衆文化の最大の担い手（パトロン）となっている。

## 対比する対象
対比させる対象としては、知識階級や権力階級、または生産者に対する消費者と言った意味合いで同語が用いられる。オルテガによれば『大衆というものは、その本質上、自分自身の存在を指導することもできなければ、また指導すべきでもなく、ましてや社会を支配統治するなど及びもつかないことである』とされる。しかしけっして愚鈍ではなく、上層階層にも下層階層にも大衆はおり、その全体として「無名」であることを特徴とする。大衆の特権は自分を棚にあげて言動に参加できることであり、いつでもその言動を暗示してくれた相手をほめ尽くし、またその相手を捨ててしまう特権を持つ。大衆とは「心理的事実」であり、大衆にはどこまでいっても罪はない。ゆえに大衆の動きや考えが何かに反映され、それが社会の「信念」だと判断すると重大な問題が生じる、とする。以下はオルテガの観点からの要約であるが、大衆の定義はかならずしもこれに限定されるものではない。

### 知識人
知識人（もしくはインテリゲンチャ）の対義語として扱われる場合には、知識の過程に参加せず、つまり日常生活の範囲でしか思考しない（と少なくとも知識人側が見なす）圧倒的多数派を指す。
大衆は、もともと政治や哲学、文学には関心がない、とする。しかし生活に不満を持ったときのみ爆発的なエネルギーを示す。そうして、生活に不満がなくなれば、政治の場を去り、生活の場に戻って行く。日本では60年安保闘争のあと、主役になった大衆は街頭から消え、知識を振りかざす活動家だけが残る。活動家は、ときとして「大衆は愚かだ」と述べる（大衆蔑視）。

### 権力
権力を対比させる対象に据えた場合、大衆は権力の影響を被る側である。この場合において、個々の大衆は常に無力な存在である。
民主主義社会においては、大衆こそが権力を持っているという建前だが、実質的に大衆には必ずしも適切な施政者を選択する能力が求められないか、持たないということを前提にしており、結果的に施政者に権力が集中して大衆はその恩恵を被るか、若しくは不適切な施政者によって搾取される可能性があるとする（権力の分立、治者と被治者の同時性）。
大衆はしばしば納税者や徴兵対象者と同義であるが、大衆は受動的に納税や徴兵を強要される存在であり、これらは社会維持への対価というよりも、単なる搾取と受け止められる。他方、施政者はそのような状況下では、権力を大衆から社会維持のために預かったものという認識を欠き、無駄遣いや私費との混同を招く。逆に大衆を権力基盤とする政治家(ポピュリスト)は、大衆への利益の還元を優先するため、国庫財政や国家経済の破綻をもたらす。
専制政治では、大衆は施政者を取り替えることができない。だが納税という形を通して間接的に政治に関与することができる（良くない政治の元では生活が苦しいために多くの納税が出来ず、良い政治の元では活発に利益を上げられるため多くの納税ができる）が、場合によっては施政者が無能であるばかりに、大衆がその不利益を被るケースが発生し、社会不満が増大する。
増大した施政者への社会不満はしばしばテロや、暴動という形で爆発するが、もとより権力の元に個々の大衆は無力であるため、主導者が検挙されたり施政者側のテロ(恐怖政治)により鎮圧される。あまりに社会不満が大きく普遍的に過ぎる場合は、この暴動が権力側の手に余る事態に発展する。特に検挙する側の警察機構や、鎮圧すべき軍部も元々は大衆であるため、同じ社会不満を抱いている場合には、大衆の動きに呼応して、一緒になって施政者を放伐する。革命ともなると権力者は大衆の力の前に為す術もなく打ち倒されるが、大衆は新たな統治者を求める。
主導者を擁立し、同じ目的意識を持って活動する場合、大衆は無力ではない。民主主義社会では、暴動や革命といった暴力的な行為に拠らないでも、選挙という形で直接的または間接的に施政者を選択することができ、あるいは自ら施政者となるために立候補することも可能である。

### 生産者
生産者は消費者が求める物を生産することが求められる。生物界では生産者は消費者よりも多数派であるが、人間社会に於いては生産者（農工業者・企業）は消費者に対して少数派である。この人間社会の生産者に対する消費者が、いわゆる大衆である。
大衆は常に、安価な良い物（製品）を求めるとされており、メーカーや企業は常にそのニーズに呼応する形で商品を提供、その代価を受け取ってきた。しかし一部には、粗悪な製品を安価で販売することで、代価を受け取る企業もある。粗悪な製品であっても、それに求められる代価が適正である場合は、大衆は然程問題としない。
しかし中には一見して粗悪な製品に見えないものを高値で売りつける所もあり、これは粗悪品または不良品として問題視される。往々にして大衆は自分の購入したいと思う製品に対して、その仕組みや良し悪しまでもを熟知していることは稀（ブラックボックス）である。このため製品を利用するまでは、それに含まれる問題点や欠陥を消費者である大衆が見抜くことは難しいが、実際に使用して行く中で、支払った対価程の利便性が得られない・または何等かの損害を被るというケースも発生する。
大衆は（生産者と比較すると）無知であるために、不適切な製品を製造・販売する生産者に騙され易い。しかし騙されると、それに関連する商品にまで不信感を抱くため、他商品の売り上げにまで風評被害が波及することもある。このため多くの社会では、消費者である大衆を保護すると共に、それに損害を与えかねない生産者は罰せられる。日本ではこの役割を国民生活センターが担っており、他の地域でも往々にして、これに類する消費者保護団体が存在する。
この場合、大衆は無知であるが故に保護されると共に、その保護を受けることで生産者に一定の発言権を持つといえる。生産するメーカーや企業は、大衆が求めない商品を作っても売れないだけなので、常に消費者である大衆の嗜好を知りたいと考えている。またその一方で大衆は自分達の言動やライフスタイルを暗示してくれるような未知の商品を求めており、革新的で思いもよらない新規商品をしばしば熱狂的に支持するため、商品企画者はつねにこのあい矛盾している大衆性のディレンマに直面している。

## メディアと大衆
かつて貧しい時代・地域に於いては、辻々に設置された街頭テレビは大衆に対する娯楽の提供を行った。後に一般家庭にもテレビが普及するようになると、それは教育の一端を担うと共に、「大衆の生産を行う装置」と見なされ、テレビの視聴を持って大衆と位置付ける者も見られる。
その一端には活字離れに対する危惧がある訳だが、近年では質の高い番組も増えた事から、文化的なメディアと位置付けられる場合もあり、一概にテレビ視聴を大衆の特徴と位置付けるケースは減っている。
しかし猥雑とされる放送内容も少なくないことも在り、今尚テレビ放送を目の仇にする教育関係者も見られ、同様の考えから視聴する側を長時間拘束しがちな他の娯楽メディアに対しても、一定の嫌悪感を表明するケースも見られる（一億総白痴化も参照）。
近代では漫画が、現代ではテレビゲームがその「大衆の消費するメディア」の槍玉に挙げられている。またこの他にも、写真週刊誌が下世話な好奇心を煽っているとして敵視されたが、イエロー・ジャーナリズムの類として社会に飽きられるのも早かったため、一過性の傾向に終わっている。

### 被暗示性
一方、大衆はこれらメディアに扇動されやすいとも見なされる。これは大衆が暗示に弱く、また自己の判断能力に自信がないため、大勢に同調しやすい傾向があるためだとされている。他方、教育の不足から来る迷信や、判断材料不足も関係するとされ、結果的に扇動されやすいのだと説明されるケースも見られる。
これらは先の活字離れと並んで理科離れに於いても問題の一端として挙げられる傾向があり、特に知識や理解が不足することで、正しい判断が行えないのだと言われている。

### メディアスクラム
メディアそのものが大衆性、群集性を示現するものとしてメディアスクラムが挙げられる。報道被害の原因としてメディアの大衆性が問題となる。

## 群集
大衆でも、特に統制を失ったまま流動する「群集」（→人間の群れ）は、危機管理の対象として扱われる。
群衆警備となればパニックや群衆雪崩、将棋倒しによる事故を防止するという側面がより強調される(→群集事故・例:明石花火大会歩道橋事故)